# Ctenus fungifer
Ctenus fungifer este o specie de păianjeni din genul Ctenus, familia Ctenidae, descrisă de Thorell, 1890. Conform Catalogue of Life specia Ctenus fungifer nu are subspecii cunoscute.